# Ryusuke Hamaguchi
Ryusuke Hamaguchi (japanska: 濱口 竜介?, Hamaguchi Ryūsuke), född 16 december 1978 i Kanagawa, är en japansk filmregissör och manusförfattare.